# Гуссерль, Эдмунд
Эдмунд Густав Альбрехт Гу́ссерль (нем. Edmund Gustav Albrecht Husserl; 8 апреля 1859, Просниц, Моравия (Австрия) — 27 апреля 1938, Фрайбург-им-Брайсгау) — немецкий философ, основатель феноменологии.

## Биография
Родился в еврейской семье и был вторым из четверых детей. Разговорным языком в семье торговца дамскими шляпками Адольфа Абрахама Гуссерля (1827—1884) и его жены Юлии Гуссерль (урождённой Зелингер, 1834—1917) был идиш. В Проснице поселился дед философа Хершл Гуссерль (1783—1827). В 1855 году отец основал там же галантерейное предприятие, при котором с 1860 года действовала мануфактура.
В десятилетнем возрасте поступил в реальное училище в Вене, а годом позже, в 1870 году, был переведён в государственную гимназию в Ольмюце. В 1876 году был принят в Лейпцигский университет, где начал изучать астрономию, математику, физику и философию; в 1878 году перешёл в Берлинский университет, где продолжил изучать математику у Л. Кронекера и К. Вейерштрасса, а также философию у Ф. Паульсена. В 1881 году изучал математику в Вене. 8 октября 1882 года защитил в Венском университете у Лео Кёнигсбергера диссертацию «К теории вариационного исчисления» и стал заниматься философией у Франца Брентано. В 1886 году, через два года после смерти отца, Гуссерль вместе с невестой принимает протестантское вероисповедание, в 1887 году оформляют брак, после чего Гуссерль устраивается преподавать в университете в Галле.
Его первые публикации были посвящены проблемам оснований математики («Философия арифметики», 1891) и логике («Логические исследования» I, 1900; II, 1901). «Логические исследования» становятся первой книгой нового направления философии, основанного Гуссерлем — феноменологии.
Начиная с 1901 года он встречает в Гёттингене и Мюнхене доброжелательную атмосферу и своих первых единомышленников (Райнах, Шелер, Пфендер). Именно в этот период он публикует программную статью в «Логосе» — «Философия как строгая наука» (1911) и первый том «Идей к чистой феноменологии и феноменологической философии» (1913).
В 1916 году он получает кафедру во Фрайбургском университете, которую до него занимал Риккерт.
Мартин Хайдеггер, самый способный ученик Гуссерля, редактирует его «Лекции по феноменологии внутреннего сознания времени» (1928). Затем последовательно выходят в свет «Формальная и трансцендентальная логика» (1929), «Картезианские размышления» (на французском, 1931), части I и II работы «Кризис европейских наук и трансцендентальная феноменология» (1936, полный текст рукописи был издан посмертно, в 1954 году).

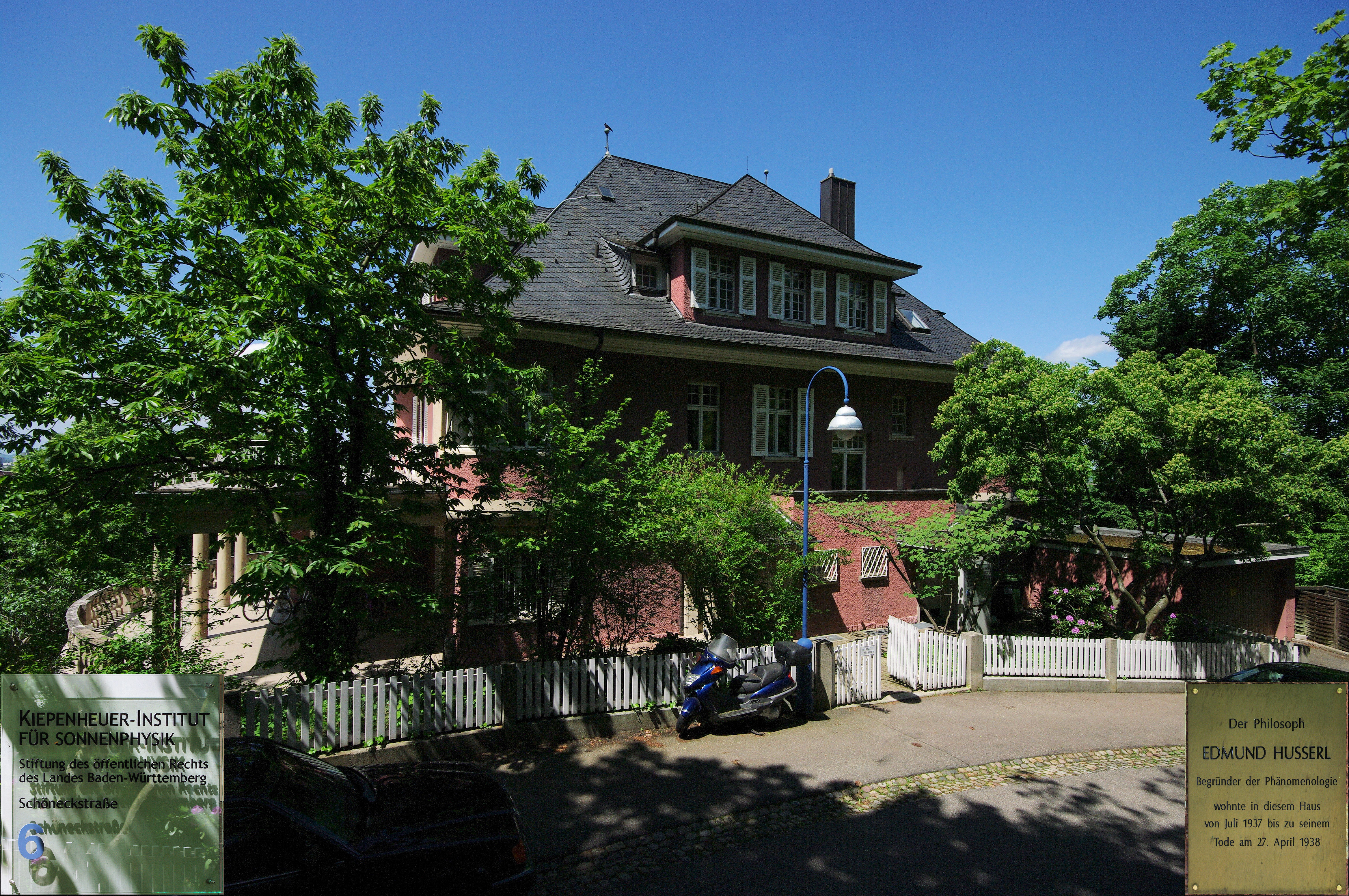
Фрайбургский дом Э. Гуссерля, где он жил с июля 1937 года до своей смерти

После прихода к власти нацистов Гуссерль был на некоторое время уволен как еврей, согласно земельному закону Бадена; окончательно он был отстранён от должности только после принятия «Нюрнбергских законов», лишивших евреев гражданства. Хайдеггер весной 1933 года был избран ректором университета и вскоре вступил в НСДАП; вопрос о его личной причастности к травле Гуссерля и об их взаимоотношениях в этот период вызывает много споров. Гуссерлю было запрещено участвовать в философских конгрессах 1933 и 1937 годов как официально, так и частным образом; его старые книги не изымались из библиотек, но издание новых было невозможно. Несмотря на враждебность, которой окружил его нацистский режим, Гуссерль не эмигрировал (его дети выехали в США). Он умер во Фрайбурге в 1938 году от плеврита почти в полном одиночестве. Бельгийский монах-францисканец, аспирант Высшего института философии Германн Лео Ван Бреда, опасаясь гитлеровского антисемитизма, перевёз в Лувен библиотеку и неизданные работы Гуссерля, а также помог выехать из Германии вдове и ученикам философа. Если бы не вмешательство Ван Бреды, вдове Гуссерля грозила бы депортация в концлагерь, а его архиву — конфискация и гибель. Так в Лувене был основан Гуссерль-Архив — центр изучения наследия Гуссерля, существующий до сих пор.
Разобранный архив Эдмунда Гуссерля в Лувене насчитывает сорок тысяч неизданных листов (частично стенограммы), которые публикуются в проекте полного собрания сочинений — Гуссерлиане.

## Доминанты мышления
Философская эволюция Гуссерля, несмотря на страстную его преданность одной идее (а может быть, именно благодаря этому), претерпела целый ряд метаморфоз. Однако неизменным оставалась приверженность следующему:
- идеал строгой науки;
- освобождение философии от случайных предпосылок;
- радикальная автономия и ответственность философствующего;
- «чудо» субъективности.

Гуссерль апеллирует к философии, способной, по его мысли, восстановить утраченную связь с глубочайшими человеческими заботами. Он не удовлетворяется строгостью логических и дедуктивных наук и усматривает главную причину кризиса науки, а также европейского человечества, в неумении и нежелании современной ему науки обращаться к проблемам ценности и смысла. Радикальная строгость, которая при этом подразумевается, есть попытка дойти до «корней», или «начал», всего знания, избегая всего сомнительного и принимаемого на веру. Решившемуся на такое предстояло глубокое понимание своей ответственности. Эту ответственность невозможно перепоручить кому бы то ни было. Тем самым она потребовала полной научной и моральной автономии исследователя.
Как писал Гуссерль, «истинный философ не может не быть свободным: сущностная природа философии состоит в её крайне радикальной автономии». Отсюда и внимание к субъективности, к неустранимому и фундаментальному миру сознания, понимающего собственное бытие и бытие других. Жизнь и научная деятельность Гуссерля полностью соответствовали самым строгим требованиям автономии личности, критицизма мысли и ответственности перед эпохой. Эти сильные качества импонировали многим ученикам, в плодотворном сотрудничестве которых и сложилось феноменологическое движение. Все ученики сохраняли неизменное уважение к тому, кому они были обязаны началом своего мышления, хотя никто из них долго за Гуссерлем не следовал.

## Основы философии
1. Философия Гуссерля сосредоточена на гносеологической проблематике.
2. Основой познания для Гуссерля является очевидность (непосредственное созерцание); критерий очевидности в познании Гуссерль называет «принципом всех принципов». Иными словами, гносеологическое исследование должно быть беспредпосылочным, то есть должно основываться только на очевидно усматриваемом, отказываясь от всяких предварительных теорий.
2.1. Привилегированное место в составе сознания отводится чувственным созерцаниям (восприятиям, представлениям и т. д.) как основополагающему элементу, лежащему в основе всех остальных переживаний сознания (ценностных, волевых и пр.). При этом «основополагающим», «праисконным» опытом является восприятие; другие чувственные созерцания — его модификации.
2.2. Очевидность присуща не только созерцанию реально существующих вещей в чувственном опыте, но и созерцанию сущностей (идеация). Таким образом, постулируется бытие и возможность непосредственного созерцания (идеации) идеальных объектов — сущностей, значений.
3. Философия трактуется как феноменология — строгая наука, относящаяся к «всеобъемлющему единству сущего», которая должна стать обоснованием всякого научного знания. Феноменология — дескриптивная наука, которая (на основе принципа очевидности и феноменологических редукций) исследует и приводит в систему априорное в сознании, задавая тем самым основные понятия наукам.
4. Инструментом феноменологии являются феноменологические редукции. Феноменолого-психологическая и эйдетическая редукции позволяют осуществить «выключение» реального мира, данного в естественной установке, и перейти к сосредоточению на самих переживаниях сознания; затем трансцендентальная редукция осуществляет переход от сознания эмпирического субъекта к чистому сознанию (то есть очищенному от всякой, в том числе психической, реальности переживаний).
4.1. Феноменологическая рефлексия обнаруживает, что фундаментальным свойством сознания является интенциональность, то есть свойство его актов быть «сознанием о», сознанием чего-то — а именно интенционального предмета (который может быть не только реальным — вещью или психическим актом в реальном пространственно-временно́м мире, но и идеальным — сущностью, значением). Таким образом, выступает основополагающее различение реального и интенционального содержания сознания (в установке трансцендентальной редукции — ноэзиса и ноэмы). Ноэзис — акт направленности на предмет, придания смысла предмету; ноэма — сам этот смысл, указывающий на трансцендентное по отношению к акту бытие (предмет, реальный или идеальный). Говорить же о бытии (о трансцендентном) помимо его явленности в сознании (ноэме) абсурдно.
4.2. Отталкиваясь от интенциональной природы сознания, более детальные исследования в установке феноменологической редукции раскрывают структуру ноэмы, а также обнаруживают чистое «Я». В составе ноэмы выделяются: 1) материя (ядро, предметный смысл); 2) качество (характеристика); 3) подразумеваемый (интендированный) предмет. В трансцендентальной установке общая структура субъекта принимает вид: Чистое «Я» / Ноэзис / Ноэма.
5. Благодаря аналогизирующему восприятию для субъекта появляется Другой (то есть отличный от «меня» субъект). Рассуждая в перспективе первого лица, можно сказать, что, по Гуссерлю, первоначально мне в опыте дано лишь одно «живое тело» (психо-физическое единство, тело в сочетании с субъективностью) — моё собственное. Обнаруживая другое тело, подобное моему, я по аналогии с собой приписываю ему и свойство быть психо-физическим «живым телом», то есть субъектом. Вслед за этим и «мой окружающий мир» оказывается общим для меня и Другого объективным (интерсубъективным) миром.

## Эволюция идей
В развитии взглядов Гуссерля принято различать:
1. «Дофеноменологический» этап; 
2. Феноменологический этап, в трёх периодах:
2.1. Дескриптивная феноменология. Первая и центральная работа этого периода — «Логические исследования» (1900—1901). Гуссерль отходит от принципов психологизма, свойственных его более ранней «Философии арифметики» (1891); критике психологизма посвящён первый том «Логических исследований». Во втором томе закладываются основы феноменологии: на основе понятий «идеации» и «интенциональности» исследуются содержания и структуры сознания, освобождённые от власти психологии и рассматриваемые как чистые сущности.
2.2. Трансцендентальная феноменология. Этот период открывается опубликованием в 1913 году «Идей I». В философию Гуссерля входит концепция феноменологических редукций, причём совершенно новой является идея трансцендентальной редукции, приводящей к чистому (абсолютному) сознанию. Гуссерль также принимает существование «чистого Я», которое он отрицал в «Логических исследованиях». Многие ученики не приняли эти новые идеи Гуссерля.
2.3. Генетическая феноменология. Основное произведение этого периода — «Кризис европейских наук и трансцендентальная феноменология» (1936; полностью опубл. в 1954). Здесь феноменология совершает поворот к проблематике «жизненного мира». В забвении «жизненных нужд» человека, самоустранении от вопросов ценности и смысла Гуссерль усматривает кризис европейской науки.
Эволюция философских взглядов Гуссерля на этапе феноменологии интерпретируется по-разному. Существует подход, прослеживающий во втором её периоде влияние неокантианства, а в третьем — историзма. Другой подход, наиболее распространённый сегодня, предлагает смотреть на этапы развития феноменологии как на последовательные шаги, переводящие её на всё более глубокие уровни рассмотрения.

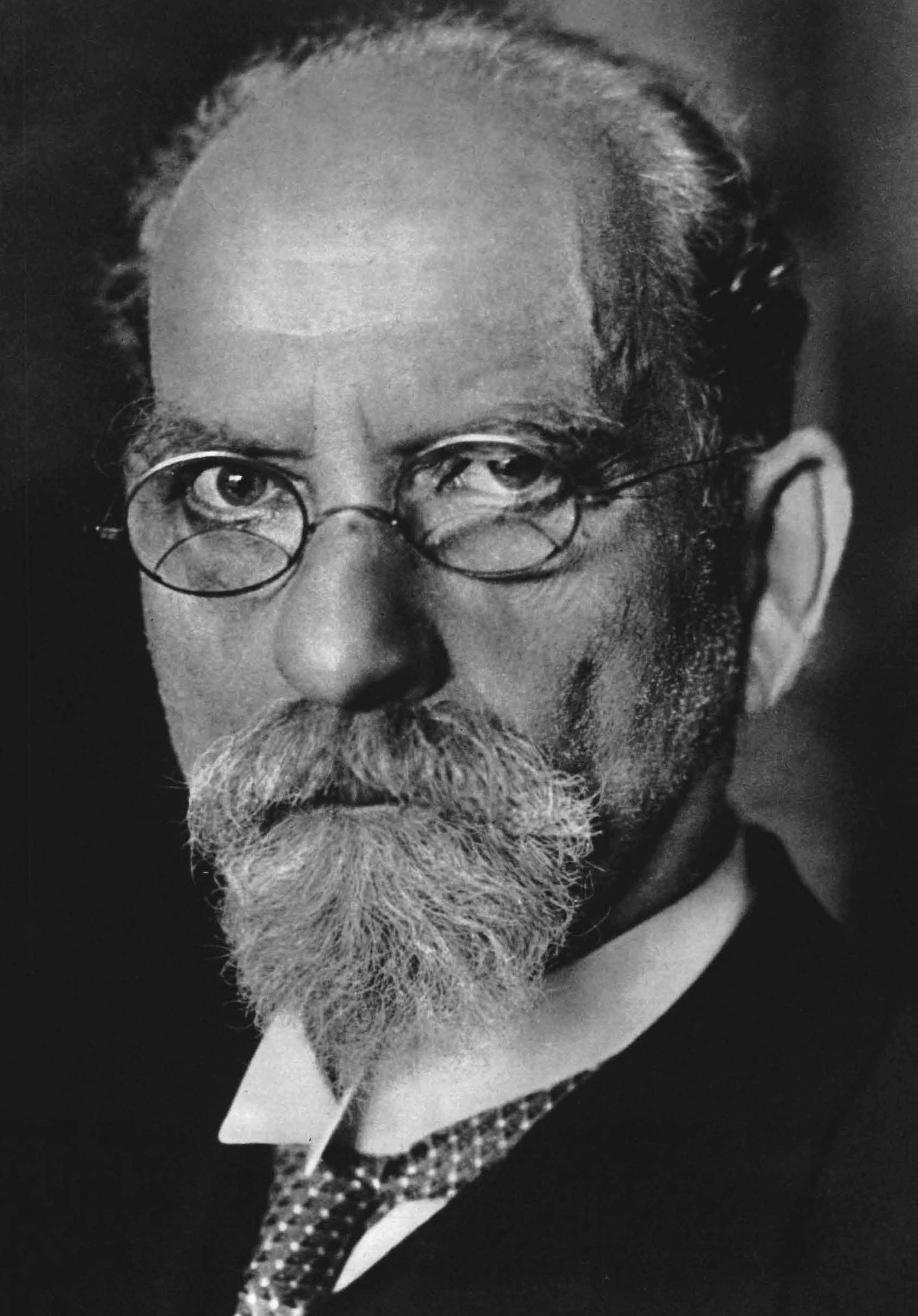

## Принцип очевидности (беспредпосылочности)
В основание познания Гуссерль, вслед за Декартом, кладёт очевидность. Критерий очевидности в познании Гуссерль называет «принципом всех принципов».
Очевидность — это «схватывание самого́ сущего или так-сущего в модусе „оно само“ при полной достоверности его бытия, исключающей, таким образом, всякое сомнение». Очевидным является всякое непосредственное созерцание, то есть не только, например, восприятие вещей в чувственном опыте, но и созерцание сущностей («непосредственное „видение“ — не просто чувственное, постигающее опытным путём смотрение, но видение вообще как сознание, дающее из первоисточника (каким бы такое созерцание ни было)»).
Очевидность — основа познания, «последний авторитет в вопросах познания», первый методический принцип, критерий действительности чего-либо. «Никакая мыслимая теория не может заставить нас усомниться в принципе всех принципов: любое дающее из самого первоисточника созерцание есть правовой источник познания…».
Следует «строго воздерживаться от любых теорий; то есть предварительных мнений какого бы то ни было вида» и исходить только из того, что с очевидностью дано в опыте. «Теоретико-познавательное исследование… должно… удовлетворять принципу беспредпосылочности. […] Если это размышление о смысле познания должно иметь в качестве результата не простое мнение, но… основанное на очевидности знание, тогда это размышление, как чистая сущностная интуиция, должно осуществляться на основе мышления и познания как переживаний, данных в качестве определённых примеров».
См. также: Очевидность в «Логических исследованиях»
Виды очевидности
Гуссерль выделяет следующие виды подтверждения действительного бытия вещи (то есть очевидности):
- непосредственная / опосредованная очевидность: при первой предмет присутствует вживе (в первозданном ви́дении — восприятии), при второй он имеется в виду (это воспоминание и пр. способы данности, основанные на первозданном ви́дении);
- ассерторическая / аподиктическая очевидность: при первой имеет место ви́дение индивидуального, при второй — сущности (ассерторически очевидное может оказаться видимостью, быть впоследствии опровергнуто; аподиктическая очевидность исключает всякие сомнения);
- адекватная / неадекватная очевидность: первая — та, которую «в принципе невозможно ни „подкрепить“, ни „лишить силы“ и какая, следовательно, обходится без градаций веса»; вторая — «способная к возрастанию и убыванию».

(Вещь в восприятии принципиально может быть дана лишь неадекватно — односторонне, неполно, несовершенно, лишь как момент бесконечного континуума восприятия, — мы не можем увидеть предмет сразу со всех сторон, во всей полноте его существования. Полная, адекватная данность вещи имеется лишь как кантовская ‘идея’, в бесконечной перспективе. Однако «идея» вещи вообще схватывается адекватно. «Мы схватываем её в вольном процессе пробегания, в сознании безграничности поступательного хода внутренне согласных созерцаний…».)

## Основополагающие способы данности

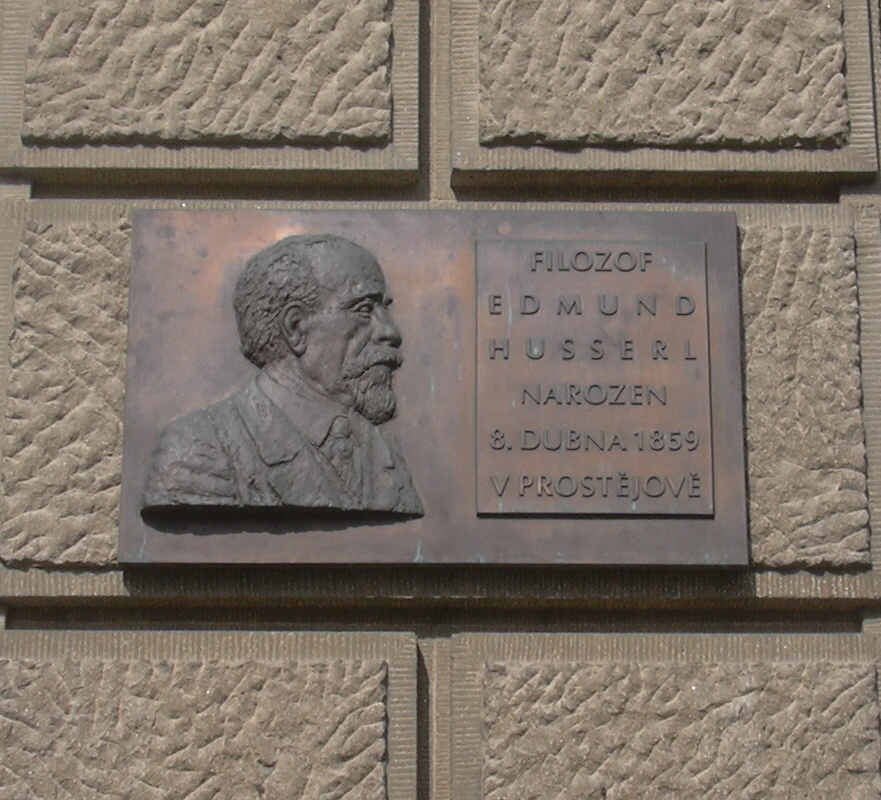

Основополагающими в составе сознания для Гуссерля являются чувственные созерцания (представления, а из них в особенности — восприятия) — «нижний слой потока переживаний». Они лежат в основе всех прочих переживаний сознания — «чувствующих, вожделеющих, волящих» и др. Нельзя чего-то бояться, что-то желать или оценивать, если оно не представлено.
Представление Гуссерль понимает как объективирующий акт — всякий акт, делающий нечто объектом для нас, пред-ставляющий, полагающий нечто. Это схватывание вещи в восприятии (воспоминании, ожидании), субъекта (и предиката) в категорическом суждении, создающее материю (предметный смысл) этих интенциональных переживаний.

### Восприятие
В основе переживаний сознания лежит восприятие, то есть «живо-телесное актуальное» чувственное созерцание. Восприятие — это «основополагающий», «праисконный» опыт, «первозданно, из самого источника дающее „видение“», основание и обоснование всякого познания. Восприятие «первозданно», немодифицировано; воспоминание о чём-либо, воображение чего-либо, знак чего-либо — его модификации, так как должны иметь в своей основе восприятие этого чего-либо.

### Ре-презентация
Ре-презентация (реактуализация) (нем. Vergegenwärtigung) — «репродукция присутствия», то есть презентации (полагающего переживания — восприятия), «воспоминание в мыслимо широком смысле».

### Воображение
Несмотря на основополагающее значение восприятия, воображение (фантазия) для феноменологии Гуссерля ещё важнее, так как даёт возможность свободного неограниченного варьирования примеров, необходимого для постижения сущностей.
Фантазия — это «модификация нейтральности „полагающей“ реактуализации, следовательно, воспоминания в мыслимо широком смысле», короче — «нейтрализованное воспоминание». Это именно нейтрализованная ре-презентация, а не нейтрализованная презентация (полагающее переживание — восприятие). Фантазии, в отличие от нейтрализирования восприятий, могут быть многократно приложены (существуют ступени реактуализаций: воспоминание о воспоминании; фантазия в фантазии (фантазии как элемент фантазий) и т. п.).

### Модификация нейтральности
Модификация нейтральности (во втором томе «Логических исследований» называющаяся «простое представление») заменяет достоверное, полагаемое действительно сущим на «просто мыслимое», «модус сознания „как бы“», «простое думание-себе», «просто мысль».
Нейтрализованный образ воспринимается вне вопроса о существовании либо несуществовании его интенционального предмета. В качестве примера можно привести чисто эстетическое созерцание фигур на картине «просто как образов», сосредоточенное не на предполагаемых объектах, которые они изображают, а на них самих.
В случае высказываний «примеры этого понятия дают нам случаи, когда отдельные слова или утверждения в целом просто понимаются вне их нормальной функции: мы понимаем высказанные утверждения, вопросы, желания, но сами при этом не судим, не спрашиваем и не желаем». Нейтрализованная мысль берётся вне истинности и ложности; вопрос о её разумии или неразумии не имеет смысла, — она просто понимается нами, и не более того. «Так, например, суждению, что масса Земли составляет примерно 1/325000 массы Солнца, соответствует, как относящееся к нему „простое представление“, акт, который осуществляет тот, кто слышит это высказывание, понимает его, но не обнаруживает мотива вынести решение по этому поводу в суждении». Модификация нейтральности — противоположность «позициональности», «полагающих доксических актов», она нейтрализует любую модальность бытия, заменяя её на «просто мыслимое».
О способах данности см. также: I измерение характеристик ядра: способ данности

## Феноменологическая редукция

### Феноменологическое время
В феноменологической редукции, то есть при выключении естественного мира, и космическое время сменяется феноменологическим — необходимой формой переживания и «необходимой формой, связывающей переживания с переживаниями», — подобно тому как «пространственная „протяженность“… физического объекта» сменяется «„простертостью“, принадлежной к имманентной сущности такого-то конкретного содержания ощущения (например, визуального в поле визуальных данных ощущения)». Это «время с его модусами данности: „теперь“, „до“, „после“, модально определяемые „одновременно“, „одно после другого“ и т. д., — это время не измерить ни положением солнца, ни с помощью часов, ни какими-либо средствами физики».
Сознание внутреннего времени — форма синтеза сознания.

## Интенциональность
Понятие интенциональности занимает одно из главных мест в философии Э. Гуссерля, являясь одним из краеугольных камней феноменологии.

### Понятие интенциональности
Интенциональность, согласно Гуссерлю, — «главная феноменологическая тема», «основной характер сознания вообще, которое благодаря этому есть не только переживание, но и переживание, обладающее смыслом».
Интенциональность переживания (акта) сознания — направленность его на объект (предмет). Свойство переживаний сознания быть сознанием чего-то, «„сознанием-о“ их объектов, независимо от того, реальны ли сами объекты или нет» является фундаментальным свойством сознания. «…Восприятие есть восприятие чего-то, скажем, вещи; суждение есть суждение о каком-либо положении дел; оценивание — оценивание какой-либо ценностной ситуации; желание — желательного обстоятельства и т. д. Действование направлено на такое-то действие, поведение — на поступок, любовь — на то, что любимо, радование — на радостное и т. д.».
Интенциональную природу сознания обнаруживает феноменологическая редукция: переходя от сосредоточения (в естественной установке) на объектах к сосредоточению (в рефлексии) на субъективном опыте, то есть на самих переживаниях сознания (психических актах), в которых эти объекты даются, мы немедленно обнаруживаем, что, хотя переживания сами по себе — не более чем явления сознания, они при этом несут в себе указание на находящуюся вне сознания, в пространстве вещь.
Интенциональный предмет, на который направлено переживание, может быть как реальным, так и идеальным (как конкретной вещью или положением дел, так и сущностью). Интенциональный предмет восприятия этого конкретного дома — реальная вещь; интенциональный предмет слова «дом» — соответствующая сущность.

### Интенциональное переживание и интенциональный предмет
Гуссерль настаивает на том, что феноменологически несравненно большее значение имеет предмет, каким он дан в составе переживания (в ноэме), а не сам недоступный трансцендентный предмет, на который направлено переживание.
1. Мир случаен — сознание абсолютно. Бытие переживаний сознания несомненно: невозможно сомневаться в существовании переживания, если оно переживается, присутствует в сознании. Напротив, бытие интенциональных предметов всегда сомнительно: восприятие может оказаться лишь иллюзией, галлюцинацией. «Итак, тезису мира — мир „случаен“ — противостоит тезис моего чистого Я, жизни моего Я, которая является „необходимой“, абсолютно несомненной».
2. Действительное существование интенционального предмета не имеет значения для интенционального переживания. Восприятие может оказаться лишь иллюзией, галлюцинацией, но феноменологически при этом ничего не изменится: ведь восприятию противостоит не само трансцендентное, принципиально недоступное сознанию, а воспринимаемое как ноэма — «воспринимаемое как таковое в таком смысле, который исключает вопрос о том, правда ли, что это воспринятое есть на деле». «Не предмет переживается и наряду с ним интенциональное переживание… но только одно наличествует — интенциональное переживание», направленное на интенциональный предмет и несущее его в себе. Из бытия потока чистого сознания абсолютно не вытекает «что непременно должен быть мир, что непременно должна быть какая-то вещь», сознание не зависит от существования трансцендентного и сохраняется и при уничтожении мира.
3. Мир, помимо явленности в сознании, — «противосмысленная мысль». Для нас есть только переживания сознания; интенциональный предмет дан нам лишь в указывающем на него переживании сознания. Говорить о каком-то трансцендентном предмете помимо того, как он дан имманентно, проводить между ними различие, утверждать, что воспринятая вещь — явление иной, «внутренне ей чуждой… отделенной от неё» реальности, — бессмысленно: нельзя утверждать существование того, что не может быть предметом возможного опыта. Всё трансцендентное доступно опыту, «может становиться данностью», а всякие попытки выйти за пределы переживаний сознания и «дотянуться» до самого трансцендентного предмета бессмысленны. Есть лишь «реальный состав переживания и то, что сознаётся в таковом как нереальное».
Таким образом, отказ от естественной установки обнаруживает:
| противопоставлять следует не образ и действительность, как в классической метафизике (это противоречит опыту и ведёт к бесконечному регрессу), а ноэзис и ноэму. |

Даже абсолютный субъект (Бог) не мог бы созерцать вещи иначе чем в явлениях, — говорит Гуссерль, — данность вещей лишь в форме явлений обусловлена сущностью вещи.
4. Связь интенционального переживания и его предмета — не причинная фактическая связь, имеющая место в мире; речь здесь не идёт о том, что нечто, существующее в мире (предмет), вызывает переживание как психический факт. Переживания берутся как таковые, не как факты, а как сущности, соответственно, и связь переживание-предмет сущностная, а не фактическая — отсылка к предмету заключена в самой сущности переживания. Сознание в модусе трансцендентальной редукции — вне пространства, времени, причинности. Поэтому неверно утверждать, что вещи мира — причина переживаний сознания. «Существование природы не может обусловливать существования сознания, — ведь она сама выходит наружу как коррелят сознания; природа существует, лишь конституируясь в упорядочиваемых взаимосвязях сознания».
5. Интенциональный предмет типа вещи может быть представлен в переживании лишь односторонне. Переживания, напротив, даются (в рефлексии) во всей своей полноте. Воспринимаемая вещь, то есть трансцендентное «пространственное бытие… может „являться“ только в известной „ориентации“», в нюансировании — односторонне, неполно, несовершенно, — как момент бесконечного континуума восприятия. Мы не можем увидеть вещь сразу со всех сторон, охватить во всей полноте её существования. В отличие от вещей, переживания не нюансируются, а даются во всей своей полноте. Полная, адекватная данность вещи имеется лишь как кантовская «идея», в бесконечной перспективе.
Рассматривая отношение переживания (акта) сознания и его интенционального предмета, Гуссерль также отмечает, что «каждый акт относится интенционально к одной принадлежащей ему предметности», даже если сам акт (переживание сознания) — составной. «В восприятии куба, например, обнаруживается сложная и синтезированная интенция: непрерывная вариантность в „явлении“ куба в зависимости от угла зрения и соответствующие различия в „перспективе“, а также различие между „передней стороной“, видимой в данный момент, и „задней стороной“, в данный момент невидимой, которая остается следовательно несколько „неопределённой“, но которая в то же время равным образом полагается существующей. Наблюдение за этим „потоком“ различных явлений-аспектов и за способом их синтеза показывает, что каждая фаза и интервал есть уже в себе „сознание-о“ чём-то. При этом постоянный приход новых фаз не нарушает ни на один момент синтетическое единство целостного сознания, фактически оно остается сознанием одного и того же объекта».

### Неинтенциональное в сознании
Не всё в сознании интенционально. Неинтенциональна, например, «какая-либо часть ощущаемого поля зрения». Далее, составляющие гилетический слой сознания ощущения (боль, прикосновение, щекотание, цвет и т. п.) — сами по себе неинтенциональны, но представляют собой лишь материал для интенциональных актов. Так, само по себе ощущение белого цвета как составляющая конкретного восприятия не интенционально; интенционально лишь целое восприятие. Это физические феномены по Брентано (в отличие от психических — интенциональных).
Далее, неинтенциональны (по крайней мере актуально) фоновые переживания сознания, на которые в данный момент не устремлено внимание, — фон восприятия, на котором не сфокусирован взгляд; переживания, соседние во времени в потоке сознания и оказывающие влияние на актуальное переживание, — то, что, по словам Гуссерля, не входит в сферу cogito и что Уильям Джеймс называл «ореолом».
Однако и неинтенциональные переживания причастны к интенциональности, по крайней мере потенциально: ощущения включаются в интенциональные переживания, фоновые переживания «скрывают в себе интенциональность».

## Интенциональная структура сознания
Осуществление феноменологической редукции, «выключая» внешний мир, занимающий сознание в естественной установке, первым делом обнаруживает на его месте ноэзис и ноэму (в поздних работах — «Картезианских размышлениях» — когито и когитатум). Ноэзис — это сами акты (переживания) сознания, «модусы самого cogito»; ноэма — действительный предмет, полагаемый в акте сознания. Далее, кроме того, обнаруживается чистое Я. Таким образом, выявляется структура сознания:
или (в терминологии «Картезианских размышлений»):

### Структура сознания в трудах Гуссерля
В разных книгах Гуссерль пользовался для описания структуры сознания разной терминологией.
| «ЛОГИЧЕСКИЕ ИССЛЕДОВАНИЯ» (Т. 2) | «ЛОГИЧЕСКИЕ ИССЛЕДОВАНИЯ» (Т. 2) | «ЛОГИЧЕСКИЕ ИССЛЕДОВАНИЯ» (Т. 2) | «ИДЕИ I»                              | «ИДЕИ I»                              | «ИДЕИ I»                | «ИДЕИ I»   | «КАРТЕЗИАНСКИЕ РАЗМЫШЛЕНИЯ» |
| —                                | —                                | —                                | Чистое «Я»                            | Чистое «Я»                            | Чистое «Я»              | Чистое «Я» | Ego                         |
| Реальное содержание акта         | Реальное содержание акта         | Реальное содержание акта         | Ноэзис                                | Ноэзис                                | Ноэзис                  | Ноэзис     | Cogito                      |
| -------------------------------- | -------------------------------- | -------------------------------- | ------------------------------------- | ------------------------------------- | ----------------------- | ---------- | --------------------------- |
| Интенц. материя                  | Интенц. сущность                 | Интенциональное содержание акта  | Ноэматическое ядро (предметный смысл) | Ноэматическое ядро (предметный смысл) | Предложение             | Ноэма      | Cogitatum                   |
| Интенц. качество                 | Интенц. сущность                 | Интенциональное содержание акта  | Способ данности                       | Характеристика                        | Предложение             | Ноэма      | Cogitatum                   |
| Интенц. качество                 | Интенц. сущность                 | Интенциональное содержание акта  | Модальность                           | Характеристика                        | Предложение             | Ноэма      | Cogitatum                   |
| Интендированный предмет          | Интендированный предмет          | Интенциональное содержание акта  | Подразумеваемый предмет               | Подразумеваемый предмет               | Подразумеваемый предмет | Ноэма      | Cogitatum                   |

Ноэматическое ядро = ноэматический коррелят.
Характеристика = тетическая характеристика = характеристика полагания.
Ego = ego cogito = трансцендентальное ego, трансцендентальное Я = трансцендентально редуцированное ego = тождественное ego = тождественное себе Я = трансцендентальная субъективность.
Сопоставляя термины «Логических исследований» с терминологией последующих работ, следует помнить, что, несмотря на полный параллелизм описываемых структур, взгляд на них в «Логических исследованиях» несколько отличается: реальное содержание акта и интенциональное содержание акта отличаются от ноэзиса и ноэмы тем, что ещё не рассматриваются в установке трансцендентальной редукции, неизвестной «Логическим исследованиям», и, соответственно, не выступают в модусе открываемого этой редукцией «чистого сознания».

### Ноэзисиноэма
Структуру интенционального переживания сознания составляют: а) реальное содержание переживания (ноэзис, cogitatio); б) интенциональное содержание переживания (ноэма, cogitatum).
Ноэзис — это переживание, взятое так, как будто бы за ним не стояло никакое бытие (физическая вещь или идеальная сущность), как будто бы оно ничего не представляло, кроме самого себя. Ноэма — это содержание переживания, когда мы рассматриваем переживание как сопряженное с чем-то трансцендентным самому реальному составу переживания, то есть ноэзису. (При этом следует помнить, что поскольку рассмотрение осуществляется в модусе феноменологической редукции, содержания переживания в обоих случаях берутся как сущности, а не как факты.)
Ноэзис и ноэма — это, например: само восприятие (как акт сознания) и воспринимаемое как таковое (каким оно подразумевается в восприятии); вынесение суждения как переживание и «вынесенное суждение» («то, что судится как таковое», «то, о чём выносится суждение»); воспоминание и воспоминаемое как таковое; удовольствие и то, что доставляет удовольствие; воление (решание), «со всеми переживаниями, в каких нуждается оно как в основе и какие оно заключает в себе, взятое в своей конкретности», и «волимое как таковое… подразумеваемое волей».
Ноэзы, и соответственно ноэмы, надстраиваются друг над другом (суждение — над восприятием и т. п.).

#### Состав ноэмы
1. Ядро. Ноэматическое ядро (предметный смысл) ноэмы — это сам предмет, каким он представлен в данном своём явлении, с такими-то свойствами. Например, в случае восприятия — это сама вещь, какой мы её сейчас видим; в случае суждения — содержание суждения, которое и отличает одно суждение от другого.
2. Характеристики ядра
2-1. I измерение характеристик ядра: способ данности. Один и тот же предмет может быть дан в живом восприятии, а может быть предметом представления, суждения, желания и др. способов данности.
2-2. II измерение характеристик ядра: «модальности бытия». Степень уверенности в действительности данного нам предмета может быть различной: то, что мы видим, слышим и т. д. может оказаться лишь иллюзией, «простой кажимостью». Соответственно, модальности бытия — это: достоверность, допущение, подозревание, вопрошание, сомнение и т. п. градации действительности.
Базовой (немодифицированной, «немодализированной») характеристикой, лежащей в основе всех остальных, является достоверность.
3. Подразумеваемый предмет. Подразумеваемый предмет — это «центральная точка» изменчивого, непостоянного ядра; это то, что воспринимается, то, на что нацелено переживание. Это нечто тождественное в предмете при всех его изменениях, то есть при его явлениях с меняющимися предикатами, — то, что описывается предикатами, их предполагаемый носитель, субстрат.

#### Полный конкретный акт
Интенциональная материя и интенциональное качество (ядро и характеристика ядра) вместе составляют интенциональную сущность акта. Но последняя «не исчерпывает акт феноменологически», не составляет конкретного полного акта: имеется ещё сопряжённая со значением сущность акта. Это «акт придания значения in concreto», то есть включающий: различную ясность, яркость, отчётливость того же самого восприятия или той же самой фантазии; то, «оживают ли во мне вообще образы фантазии относительно задней стороны лежащей передо мной табакерки» при её восприятии; различную выраженность одного и того же желания, наличие и яркость сопутствующих ему представлений и т. п..
О полном конкретном акте см. также: Структура знака в теории знака Гуссерля

### Я (Ego)
Кроме текущих содержаний сознания, есть ещё само тождественное ego (чистое «Я»), обладающее заключёнными в нём содержаниями, — то, чей «„взор“ проникает „сквозь“ любое актуальное cogito, направляясь к предметному»; сопровождая все переживания, оно само не является переживанием. Само чистое Я лишено содержаний и, соответственно, не подлежит описанию. Его бытие («Я есмь») — аподиктическая очевидность. «Ego само есть сущее для самого себя в непрерывной очевидности и, следовательно, непрерывно конституирующее себя в себе самом как сущее. […] Ego схватывает себя не просто как текущую жизнь, но как Я, как мое я, которое переживает то или иное содержание, которое, оставаясь одним и тем же, проживает то или иное cogito».
В Картезианских размышлениях Я — уже «не пустой полюс тождественности»; напротив, все мои акты откладываются в Я, в составляющие его самотождественность определения; Я — «тождественный субстрат неизменных особенностей Я».
Ego как монада
Кроме чистого ego, Гуссерль вводит также понятие ego как монады (заимствуя последний термин у Лейбница). Я как монада — это «ego, взятое в полной конкретности», «в текущем многообразии своей интенциональной жизни» — не как полюс и субстрат переживаний, а как совокупность этих переживаний. Это «фактическое ego», которое «охватывает всю действительную и потенциальную жизнь сознания», эмпирическое Я..
«Я» в «Логических исследованиях»
В первом издании «Логических исследований» Гуссерль отрицал существование чистого Я. Впоследствии он отказался от этой точки зрения.
Ранняя позиция Гуссерля, выражаемая в «Логических исследованиях», заключается в том, что Я — лишь единство эмпирического сознания (то есть переживания сознания, а также их связи). Содержания сознания относятся к психическому Я как стороны воспринимаемой вещи к вещи в целом.
Феноменологическая редукция эмпирического Я даёт в этом случае не чистое, трансцендентальное Я, как в более поздних произведениях Гуссерля, а время потока сознания, его «темпоральное единство».

## Другой и интерсубъективность
Основная статья: «Картезианские размышления» (Размышление V)

## Значение
Трудно указать область современной философии, и шире — методологии гуманитарных наук, где бы не нашла отклика и продолжения хотя бы одна из гуссерлевых мыслей и интуиций. А между тем ещё не издано многое из его, особенно позднего, наследия.
Среди мыслителей, исследовавших творчество Гуссерля, — Лев Шестов, Ганс Георг Гадамер, Алексей Лосев, Жан-Поль Сартр, Поль Рикёр, Мартин Хайдеггер.

### Гуссерлиана: Собрание сочинений Эдмунда Гуссерля
1. Cartesianische Meditationen und Pariser Vorträge.
 Hrsg. und eingeleitet von Stephan Strasser. Nachdruck der 2. verb. Auflage. 1991. xxii + 260 pp. HB. ISBN 90-247-0214-3.
2. Die Idee der Phänomenologie. Fünf Vorlesungen.
Hrsg. und eingeleitet von Walter Biemel. Nachdruck der 2. erg. Auflage. 1973. xii + 94 pp. HB. ISBN 90-247-5139-X.
3. Ideen zu einer reinen Phänomenologie und phänomenologischen Philosophie. Erstes Buch: Allgemeine Einführung in die reine Phänomenologie. In zwei Bänder. 1. Halbband: Text der 1.-3. Auflage; 2. Halbband: Ergänzende Texte (1912 - 1929). 
Neu hrsg. von Karl Schuhmann. Nachdruck. 1976. lvii + 706 pp. 1. Halbband: HB. ISBN 90-247-1913-5. 2. Halbband: HB. ISBN 90-247-1914-3.
4. Ideen zu einer reinen Phänomenologie und phänomenologischen Philosophie. Zweites Buch: Phänomenologische Untersuchungen zur Konstitution.
 Hrsg. von Marly Biemel. Nachdruck. 1991. xx + 426 pp. HB. ISBN 90-247-0218-6
5. Ideen zu einer reinen Phänomenologie und phänomenologischen Philosophie. Drittes Buch: Die Phänomenologie und die Fundamente der Wissenschaften.
 Hrsg. von Marly Biemel. Nachdruck. 1971. vi + 166 pp. HB. ISBN 90-247-0219-4.
6. Die Krisis der europäischen Wissenschaften und die transzendentale Phänomenologie. Eine Einleitung in die phänomenologische Philosophie.
 Hrsg. von Walter Biemel. Nachdruck der 2. verb. Auflage. 1976. xii + 558 pp. HB. ISBN 90-247-0221-6.
7. Erste Philosophie (1923/24). Erster Teil: Kritische Ideengeschichte. 
 Hrsg. von Rudolf Boehm. 1956. xxxiv + 460 pp. HB. ISBN 90-247-0223-2. PB. ISBN 90-247-0222-4. Out of Print
8. Erste Philosophie (1923/24). Zweiter Teil: Theorie der phänomenologischen Reduktion.
 Hrsg. von Rudolf Boehm. 1959. xlii + 592 pp. HB. ISBN 90-247-0225-9. PB. ISBN 90-247-0224-0. Out of Print
9. Phänomenologische Psychologie. Vorlesungen Sommersemester 1925.
 Hrsg. von Walter Biemel. 2. verb. Auflage. 1968. xxvii + 650 pp. HB. ISBN 90-247-0226-7.
10. Zur Phänomenologie des inneren Zeitbewusstseins (1893-1917).
 Hrsg. von Rudolf Boehm. Nachdruck der 2. verb. Auflage. 1969. xliv + 484 pp. HB. ISBN 90-247-0227-5.
11. Analysen zur passiven Synthesis. Aus Vorlesungs- und Forschungsmanuskripten (1918-1926).
Hrsg. von Margot Fleischer. 1966. xxiv + 532 pp. HB. ISBN 90-247-0229-1. PB. ISBN 90-247-0228-3. Out of Print
12. Philosophie der Arithmetik. Mit ergänzenden Texten (1890-1901).
 Hrsg. von Lothar Eley. 1970. xxxx + 586 pp. HB. ISBN 90-247-0230-5.
13. Zur Phänomenologie der Intersubjektivität. Texte aus dem Nachlass. Erster Teil: 1905-1920.
 Hrsg. von Iso Kern. 1973. xlviii + 548 pp. HB. ISBN 90-247-5028-8.
14. Zur Phänomenologie der Intersubjektivität. Texte aus dem Nachlass. Zweiter Teil: 1921-1928.
 Hrsg. von Iso Kern. 1973. xxxvi + 624 pp. HB. ISBN 90-247-5029-6.
15. Zur Phänomenologie der Intersubjektivität. Texte aus dem Nachlass. Dritter Teil: 1929-1935.
Hrsg. von Iso Kern. 1973. lxx + 742 pp. HB. ISBN 90-247-5030-X
16. Ding und Raum. Vorlesungen 1907.
 Hrsg. von Ulrich Claesges. 1973. xxviii + 432 pp. HB. ISBN 90-247-5049-0.
17. Formale und transzendentale Logik. Versuch einer Kritik der logischen Vernunft. Mit ergänzenden Texten.
Hrsg. von Paul Janssen. 1974. xlvi + 512 pp. HB. ISBN 90-247-5115-2.
18. Logische Untersuchungen. Erster Band: Prolegomena zur reinen Logik. Text der 1. und 2. Auflage.
Hrsg. von Elmar Holenstein. 1975. livi + 288 pp. HB. ISBN 90-247-1722-1.
19. Logische Untersuchungen. Zweiter Band: Untersuchungen zur Phänomenologie und Theorie der Erkenntnis.
Hrsg. von Ursula Panzer. 1984. 1024 pp. in zwei Bänden. HB. Set ISBN 90-247-2517-8.
20. /1. Logische Untersuchungen. Ergänzungsband. Erster Teil. Entwürfe zur Umarbeitung der VI. Untersuchung und zur Vorrede für die Neuafulage der Logischen Untersuchungen (Sommer 1913).
Hrsg. von Ullrich Melle. 2002, liv + 442 pp. HB. ISBN 1-4020-0084-7.
/2. Logische Untersuchungen. Ergänzungsband. Zweiter Teil. Texte für die Neufassung der VI. Untersuchung: Zur Phänomenologie des Ausdrucks und der Erkenntnis (1893/94 - 1921).
Hrsg. von Ullrich Melle, 2005, LVI + 633 pp. ISBN 1-4020-3573-X
21. Studien zur Arithmetik und Geometrie. Texte aus dem Nachlass (1886-1901).
Hrsg. von Ingeborg Strohmeyer. 1983. lxxii + 506 pp. HB. ISBN 90-247-2497-X.
22. Aufsätze und Rezensionen (1890-1910).
Hrsg. von Bernhard Rang. 1979. lviv + 486 pp. HB. ISBN 90-247-2035-4.
23. Phantasie, Bildbewusstsein, Erinnerung. Zur Phänomenologie der anschaulichen Vergegenwärtigungen. Texte aus dem Nachlass (1898-1925).
Hrsg. von Eduard Marbach. 1980. lxxx + 724 pp. HB. ISBN 90-247-2119-9.
24. Einleitung in die Logik und Erkenntnistheorie. Vorlesungen 1906/07. Hrsg. von Ullrich Melle. 1984. lii + 554 pp. HB. ISBN 90-247-2947-5.
25. Aufsätze und Vorträge (1911-1921).
 Hrsg. von Thomas Nenon und Hans Rainer Sepp. 1987. xxiv + 408 pp. HB. ISBN 90-247-3216-6.
26. Vorlesungen über Bedeutungslehre. Sommersemester 1908.
 Hrsg. von Ursula Panzer. 1987. xxx + 270 pp. HB. ISBN 90-247-3383-9.
27. Aufsätze und Vorträge (1922-1937).
 Hrsg. von Thomas Nenon und Hans Rainer Sepp. 1989. xxx + 334 pp. HB. ISBN 90-247-3620-X.
28. Vorlesungen über Ethik und Wertlehre (1908-1914).
 Hrsg. von Ullrich Melle. 1988. xlx + 524 pp. HB. ISBN 90-247-3708-7.
29. Die Krisis der europäischen Wissenschaften und die transzendentale Phänomenologie. Ergänzungsband. Texte aus dem Nachlass 1934-1937.
 Hrsg. von R.N. Smid. 1993. lxvi + 624 pp. HB. ISBN 0-7923-1307-0.
30. Logik und allgemeine Wissenschaftstheorie. Vorlesungen Wintersemester 1917/18. Mit ergänzenden Texten aus der ersten Fassung von 1910/11.
Hrsg. von Ursula Panzer. 1996. lxii+ 556 pp. HB. ISBN 0-7923-3731-X.
31. Aktive Synthesen. Aus der Vorlesung "Transzendentale Logik" 1920/21. Ergänzungsband zu "Analysen zur passiven Synthesis".
Hrsg. von Roland Breeur. 2000, xii + 144 pp. HB. ISBN 0-7923-6342-6.
32. Natur und Geist. Vorlesungen Sommersemester 1927.
 Hrsg. von Michael Weiler, 2001, lii + 368 pp HB. ISBN 0-7923-6714-6
33. Die Bernauer Manuskripte über das Zeitbewusstsein (1917/18).
 Hrsg. von Rudolf Bernet und Dieter Lohmar. 2001, lii + 464 pp. ISBN 0-7923-6956-4.
34. Zur phänomenologischen Reduktion. Texte aus dem Nachlass (1926-1935).
 Hrsg. von Sebastian Luft, 2002, 712 pp. HB. ISBN 1-4020-0744-2.
35. Einleitung in die Philosophie. Vorlesungen 1922/23.
 Hrsg. von Berndt Goossens, 2002, 816 pp. HB. ISBN 1-4020-0080-4.
36. Transzendentaler Idealismus. Texte aus dem Nachlass (1908-1921).
 Hrsg. von Robin D. Rollinger in Verbindung mit Rochus Sowa, 2003, xxxviii + 240 pp. HB. ISBN 1-4020-1816-9.
37. Einleitung in die Ethik. Vorlesungen Sommersemester 1920 und 1924.
 Hrsg. von Henning Peucker. 2004, xlv + 502 pp. HB. ISBN 1-4020-1994-7. E-Book ISBN 1-40202357-X.
38. Wahrnehmung und Aufmerksamkeit. Texte aus dem Nachlass (1893-1912).
 Hrsg. von Thomas Vongehr und Regula Giuliani. 2004, lii + 550 pp. HB. ISBN 1-4020-3117-3.
39. Die Lebenswelt. Auslegungen der vorgegebenen Welt und ihrer Konstitution. Texte aus dem Nachlass (1916-1937)
 Hrsg. von Rochus Sowa. 2008, LXXXII + 962 pp. HB. ISBN 978-1-4020-6476-0.
40. Untersuchungen zur Urteilstheorie. Texte aus dem Nachlass (1893-1918)
Hrsg. von Robin D. Rollinger. 2009, L + 517 pp. HB. ISBN 978-1-4020-6896-6.

### Работы Э. Гуссерля на русском языке
Книги
- Гуссерль Э. Логические исследования. Т. 1. — СПб., 1909.
- Гуссерль Э. Логические исследования. Том I. Пролегомены к чистой логике / Пер. с нем. Э. А. Бернштейна под ред. С. Л. Франка. Новая редакция Р. А. Громова. — М.: Академический проект, 2011. — ISBN 978-5-8291-1298-1.
- Гуссерль Э. Собрание сочинений. Т. 3 (1). Логические исследования. Т. II (1) / Перев. с нем. В. И. Молчанова. — М.: Гнозис, Дом интеллектуальной книги, 2001. — ISBN 5-7333-0241-0.
- Гуссерль Э. Философия как строгая наука. — Новочеркасск: Сагуна, 1994. (Сборник, включающий: «Логические исследования. Т. 1»; статью «Философия как строгая наука»; доклад «Кризис европейского человечества и философия»; главы из книги «Кризис европейских наук и трансцендентальная феноменология».)
- Гуссерль Э. Идеи к чистой феноменологии и феноменологической философии. Т. 1.   (недоступная ссылка с 12-05-2013 [4448 дней]) — М.: ДИК, 1999. 2-е изд.: пер. с нем. А. В. Михайлова, вступ. ст. В. А. Куренного. — М.: Академический проект, 2009. — ISBN 978-5-8291-1042-0.
- Гуссерль Э. Собрание сочинений. Том I. Феноменология внутреннего сознания времени. Перевод с нем. и предисловие В. И. Молчанова. М.: Издательство «Гнозис», РИГ «ЛОГОС», 1994. — 177 (xiv+163) с. — ISBN 5-7333-0487-1.
- Гуссерль Э. Картезианские размышления  (недоступная ссылка с 12-05-2013 [4448 дней]) / Пер. с нем. Д. В. Скляднева. — СПб.: Наука, 1998. — ISBN 5-02-026783-X.
- Гуссерль Э. Картезианские медитации / Пер. с нем. В. И. Молчанова. — М.: Академический проект, 2010. — ISBN 978-5-8291-1181-6.
- Гуссерль Э. Кризис европейских наук и трансцендентальная феноменология. / Пер. с нем. Д. В. Скляднева. — СПб.: Владимир Даль, 2004. (недоступная ссылка)  (недоступная ссылка с 12-05-2013 [4448 дней]) — ISBN 5-93615-017-8
- Гуссерль Э. Избранные работы / Сост. В. А. Куренной. М.: Издательский дом «Территория будущего», 2005. (Серия «Университетская библиотека Александра Погорельского») — 464 с. — ISBN 5-7333-0177-5

Фрагменты книг, статьи, письма
- Гуссерль Э. Логические исследования. Т. 2. Введение. Исследование 1 / Пер. В. И. Молчанова // Логос. — 1997. — № 9. — С. 25—41.; № 10. — С. 5—64.
- Гуссерль Э. Философия как строгая наука // Логос. — 1911. — Кн. 1.
- Переписка Вильгельма Дильтея с Эдмундом Гуссерлем // Вопросы философии. — 1995. — № 10. — С. 144—150.
- Гуссерль Э. Кризис европейских наук и трансцендентальная феноменология // Вопросы философии. — 1992. — № 7. — С. 136—176.
- Гуссерль Э. Кризис европейского человечества и философия // Вопросы философии. — 1986. — № 3. — С. 101—116.
- Гуссерль Э. Статьи об обновлении // Вопросы философии. — 1997. — № 4. — С. 109—135.
- Гуссерль Э. — Шестов Л. Письма / Пер. и примеч. В. Куренного // Логос. — 1996. — № 7. — С. 141—144.
- Гуссерль Э. — Шпет Г. Письма / Предисл., пер. и примеч. В. И. Молчанова // Логос. — 1992. — № 3. — С. 233—242.
- Гуссерль Э. Амстердамские доклады / Пер. А. В. Денежкина // Логос. — 1992. — № 3. — С. 62—81; 1994. — № 5. — С. 7—24.
- Гуссерль Э. Интенциональные предметы / Предисл. и пер. Р. Громова // Логос. — 2001. — № 5/6. — С. 132—164.
- Гуссерль Э. Кризис европейских наук и трансцендентальная феноменология / Пер. В. И. Молчанова // Логос. — 2002. — № 1. — С. 132—143.
- Гуссерль Э. Парижские доклады / Пер. и примеч. А. В. Денежкина // Логос. — 1991. — № 2. — С. 6—30.
- Гуссерль Э. Феноменология: [Статья в Британской энциклопедии] / Предисл., пер. и примеч. В. И. Молчанова // Логос. — 1991. — № 1. — С. 12—21.
- Гуссерль Э. Метод прояснения. — В кн.: Современная философия науки: знание, рациональность, ценности в трудах мыслителей Запада. Хрестоматия. — М., Логос, 1996. — 2-е изд. — 400 с. — Тираж 6000 экз. — ISBN 5-88439-061-0. — с. 365—375.